# Mannenharten (single)
Mannenharten is een muziekhit uit 2013 van BLØF en de singer-songwriter Nielson. Het is de titelsong van de film Mannenharten. Het nummer stond 14 weken in de Nederlandse Top 40.

## NPO Radio 2 Top 2000
Mannenharten stond alleen in 2014 in de NPO Radio 2 Top 2000, op plek 1202.